# Motiv škrtca
Motiv škrtca u književnosti se razvijao jako dugo, a nastao je čak u antičkoj književnosti u djelu (komediji) rimskog komediografa Tita Makcija Plauta "Aulularija." Veoma važno djelo koje se bavi temom ljudske škrtosti i pohlepe je "Škrtac" Jeana Baptistea Molierea. A slična djela imamo čak i među djelima južnoslavenskih naroda, kao na primjer "Skup" Marina Držića i "Kir Janja" Jovana Sterije Popovića. Možemo zaključiti, da bez obzira na veliku vremensku razliku, uvijek je u ljudima postojala neizmjerna strast za novcem, a bilo je i književnika koji su to na odličan način znali ismijati u svojim komedijama.